# Mouvement coorbital

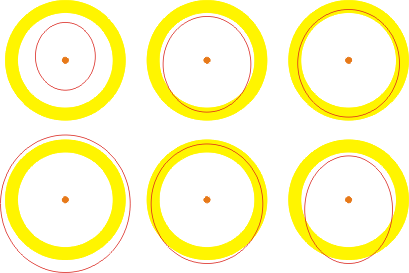
Définitions d'orbites ; Une convention possible Les six diagrammes ci-dessus montrent le fr:Soleil au centre (le point orange)

En mécanique céleste, le mouvement coorbital ou co-orbital (en anglais : co-orbital motion) est le mouvement de révolution de deux objets célestes, ou plus, autour d'un même corps central sur des orbites différentes mais en résonance 1:1.
L'action de coorbiter est appelée le coorbitage. Chaque objet animé d'un mouvement coorbital est dit coorbitant. Celui dont la masse est inférieure à celle de l'autre[réf. nécessaire] est dit coorbiteur.
Il existe diverses configurations coorbitales : satellite, quasi-satellite, orbite en fer à cheval, points de Lagrange (configurations alignées de Euler en L1, L2 et L3, qui sont instables, et configurations équilatérales de Lagrange en L4 et L5, dites troyennes et qui peuvent être stables),  orbite « anti-Lagrange »,,,,...
Le mouvement coorbital est généralement prograde, mais un astéroïde rétrograde peut aussi coorbiter stablement avec une planète, c'est-à-dire avoir une orbite très voisine de celle d'une planète mais de sens contraire et néanmoins stable pendant des millions d'années. Des travaux théoriques l'ont montré dès 2013,,, et fin 2016 il a été démontré que c'était le cas de l'astéroïde (514107) Kaʻepaokaʻawela. Cet astéroïde pourrait être une comète de la famille de Halley qui serait entrée en résonance avec Jupiter à la suite d'une interaction avec Saturne, mais aucune activité cométaire n'y a encore été détectée.